# گلیسرید

گلیسیرین

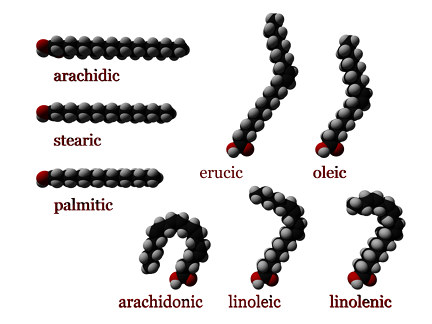
اسید چرب

تریاستین، ساده‌ترین چربی ممکن.

گلیسرید (Glycerides) که نام درست تر آن اسیلگلیسرول (acylglycerols) است، استرهایی هستند که از گلیسیرین و اسیدهای چرب ساخته شده‌اند.
گلیسیرین، سه گروه عاملی هیدروکسیل دارد که می‌توانند با یک، دو یا سه اسید چرب، استری شوند و مونوگلیسرید، دی‌گلیسرید و تری‌گلیسرید را به وجود آورند.
تری‌گلیسرید در دانه‌های روغنی و چربی‌های حیوانی به فراوانی یافت می‌شود. این ماده به کمک آنزیم‌های طبیعی (لیپاز) به مونوگلیسرید، دی‌گلیسرید و اسیدهای چرب آزاد شکسته می‌شود.
صابون از واکنش میان گلیسرید و هیدروکسید سدیم ایجاد می‌شود. محصول این واکنش گلیسیرین و اسیدهای چرب است. اسیدهای چرب موجود در صابون، چربی موجود در آلودگی را نامیزه می‌کند و به این ترتیب امکان حذف آلودگی چرب با کمک آب ایجاد می‌شود (شسته می‌شود).
گلیسیریدهای جزئی (به انگلیسی: Partial glycerides) استرهایی از گلیسیرین اند که با اسیدهای چرب همراه‌اند، ولی تمام گروه‌های هیدروکسیلی آن‌ها، استری نشده‌است. چون برخی از گروه‌های هیدروکسیل آن آزاد اند، مولکول قطبی شده‌است. گلیسیریدهای جزئی با زنجیرهٔ کوتاه بیش از دیگران قطبی شده‌اند و ویژگی‌های حلالیت عالی دارند، این ویژگی برای داروهایی که به سختی حل می‌شوند کاربرد دارد.

## منبع
1. ↑  «Sasol Olefins & Surfactants - Excipients for Pharmaceuticals. Partial glycerides (page 10)» (PDF). بایگانی‌شده از اصلی (PDF) در ۵ فوریه ۲۰۰۹. دریافت‌شده در ۱۹ ژانویه ۲۰۱۲.